# Brothers in Arms: Hell's Highway
Pour les articles homonymes, voir Brothers in Arms.
Brothers in Arms: Hell's Highway est le troisième opus de la série de jeux vidéo Brothers in Arms, qui raconte l’histoire des hommes de la 101e division aéroportée (502e régiment parachutiste). Ce jeu met encore une fois les joueurs dans le rôle du sergent-chef Matt Baker pendant l’opération Market Garden vers la fin de la 2e Guerre mondiale.
Le jeu est publié sur les plateformes PS3 et Xbox 360 le 23 septembre 2008 en Amérique du Nord. La version PC du jeu est publiée deux semaines plus tard, le 7 octobre 2008.

## Scénario
Dans ce jeu, le joueur incarne le sergent-chef Matt Baker qui dirige la 3e section d'une unité de reconnaissance de la 101e division aéroportée américaine de son arrivée aux Pays-Bas en planeurs le 17 septembre 1944 dans le cadre de l'opération Market Garden, jusqu'à l'échec definitif de la dite opération le 27 septembre. Le joueur avait déjà eu l'occasion de faire connaissance avec Baker, son ami le sergent-chef Joe Harstock qui dirige la 2e section et leurs hommes lors de leurs combats en Normandie dans les jeux Brothers in Arms: Road to Hill 30 et Brothers in Arms: Earned in Blood.

### OpérationMarket Garden
Voir l'article complet : opération Market Garden.
L’opération Market Garden a été un plan très audacieux et hâtivement conçu par le commandant du 21e groupe armé, le maréchal Bernard Montgomery. Le plan était de lancer trois invasions aéroportées, dont deux américaines (82e et 101e divisions aéroportées américaines) et une britannique (1re division aéroportée britannique), qui seraient renforcées par la Première Brigade Parachutiste Polonaise du général de brigade Sosabowski et la 52e division aéroportée britannique, ce qui faisait de cette opération la plus grande opération aérienne jamais effectuée. L’objectif de ces 3 divisions était d’atterrir aux Pays-Bas, en arrière des lignes ennemies, et de capturer des ponts et des villes dans la partie ouest, principalement Eindhoven, Nimègue et Arnhem. Le XXXe Corps d'armée britannique, mené par le général Brian Horrocks effectua une avancée rapide sur une autoroute pavée à 2 voies qui partait d'Eindhoven au sud jusqu’à 60 milles plus loin à Arnhem et qui traversait le Rhin. Cette avancée devait donc couper la possibilité d’exploitation de la vallée de la Ruhr en Allemagne, et devait «mettre un terme à la guerre avant Noël». Cette opération a été exécutée le 17 septembre 1944, quatre mois après l’opération Overlord, qui a été exploitée dans les jeux précédents.
Malheureusement, même si l’opération fut initialement couronnée de succès avec la capture des ponts de Eindhoven et de Nimègue, le IIe SS Panzer Korps, stationné à Arnhem pour une période de ravitaillement et de repos, entra en action et fut un adversaire bien supérieur face au 1er régiment aéroporté. Les zones d’atterrissage britanniques furent capturées tôt dans la bataille, ce qui permit aux Allemands de récupérer de nombreuses caisses d’approvisionnement alliées. La mission devint très difficile pour les britanniques d’Arnhem car ils ne pouvaient plus se réapprovisionner et leur résistance face aux Allemands fut héroïque. Arnhem fut réduite à l’état de ruines. La bataille continua, jour après jour, et le 1er aéroporté britannique ne perdit rien de son courage jusqu’au bout. Le XXXe Corps n’arriva jamais pour les soutenir. Les blindés avaient tout juste dépassé le pont de Nimègue, traversant la rivière Waal, et ne purent avancer plus loin.
Le commandement allié décida de stopper son avance vers Arnhem, pour éviter de trop nombreuses pertes. Les troupes alliées, positionnées le long d’un étroit tronçon de route, furent frappées par des contre-attaques répétées et brutales. La mince bande menant d'Eindhoven à Arnhem (ce que la 101e Division Aéroportée devait défendre pendant que le XXXe avançait) fut appelée par les hommes du 101e qui se sont battus, ont souffert et sont morts la «Hell’s Highway» (l’autoroute de l’enfer), d’où le nom du jeu. 8000 parachutistes britanniques furent perdus (morts et prisonniers) à la fin de l’opération. Approximativement 4500 parachutistes britanniques furent faits prisonniers.
Les Néerlandais ne furent pas libérés avant 7 autres mois. 
Le semi-fictif Sergent-Chef Matt Baker est un commandant d’escouade dans le peloton de reconnaissance d’élite de la 101e division aéroportée. Lui et plusieurs personnages des jeux précédents sont ré-assignés à l’unité avant le parachutage aux Pays-Bas. Le jeu suit l’assaut du 101e dans leur mission de sécuriser Eindhoven et la défense subséquente de la zone entourant la ville des assauts incessants des Allemands, ce qui donne lieu à la mort de plusieurs soldats de l’escouade du sergent Baker.

### Personnages principaux
- Sergent-Chef Matt Baker : le personnage du joueur et le leader de l’équipe. Né à St-Louis, Missouri, et âgé de 23 ans, Baker nous fait part de quelques monologues au travers du jeu montrant l’aspect de l’amour fraternel se développant entre les hommes de son équipe et lui-même. Baker prend la mort de ses hommes ou de n’importe qui dans son entourage proche très durement et s’oblige à le faire. Il utilise une carabine M1 Garand et une mitraillette Thompson. Baker semble souffrir d’hallucinations et de PTSD (stress post-traumatique). Dans plusieurs missions, il voit des «fantômes» de ses anciens camarades morts sous ses ordres. Il approche de son point de rupture et beaucoup d’hommes commencent à douter de sa capacité à commander.
- Le pistolet «maudit» de Matt est un colt M1911 de calibre 45 poli à l’excès qui lui fut donné par son père (qui l’avait avec lui lors de la Première Guerre mondiale). Après avoir pris sa retraite, ce dernier fit graver le pistolet avec les mots «For Matthew, Brothers In Arms» (Pour Matthew, Frères d’Armes). Le colonel Joe Baker voulait que son fils porte le pistolet avec lui si jamais une autre guerre avait lieu, en espérant que son fils devienne un brillant soldat un jour. Matt n’est pas sûr qu’il pourra un jour satisfaire les hautes attentes de son père et ne voulut jamais du pistolet de toute façon (principalement à cause de sa mère). Avant le Jour J, Matt donna son pistolet au Sergent George Risner, qui lui a dit qu’il lui redonnerait après s’être retrouvé en Normandie. Un jour après, près de St-Côme-du-Mont, pendant que Baker escortait Risner jusqu’à la ville, le char de l'escorté est atteint par un Panzerfaust. Après avoir épuisé les balles de sa carabine, Risner se bat à l’aide du pistolet et est atteint aux bras, torse et cou. Plus tard, le pistolet est récupéré par les soldats Larry Allen et Michael Garnett. En patrouille dans une ferme près de St Côme du Mont avec Leggett, les 2 sont tués avec le pistolet, mais Leggett ne l’est pas, forçant ainsi le reste de l’équipe à devenir méfiant à son égard et récoltant le blâme pour leur mort. 7 jours après le Jour J, sur la Colline 30, pendant la défense de la contre-attaque de Carentan, Leggett monte sur une haie avec le pistolet et supplie un Panzer de lui prendre la vie. Il est tué. Le père de Matt est aussi tué avec le pistolet. Matt est le seul à survivre avec le pistolet en sa possession, probablement parce que son nom est gravé sur le côté. Baker ne croit pas à la «malédiction» du pistolet, mais refuse de laisser quiconque à part lui-même toucher à l'arme de poing, ce qui peut indiquer que Baker croit en fait aux rumeurs.
- Sergent-Chef Joe «Red» Hartsock : Appelé ainsi à cause de la couleur de ses cheveux roux, Red a un passé trouble plein de bagarres de bar et d’arrestations nocturnes. Né à Laramie, dans l’État du Wyoming, il a 22 ans. Une bagarre de bar contre un bûcheron armé d’une bouteille de bière cassée lui laissa une cicatrice sur la joue gauche. Un peu après, il rencontra et tomba en amour avec sa femme, Erma, qui voyait Joe comme son «projet». Après plusieurs mois, elle réussit l’impossible en transformant Joe en homme croyant et eu même une fille avec lui, Carol, qu’il ne rencontra jamais car il s’est enrôlé lorsque Erma était enceinte de 9 mois. Hartsock veut gagner la guerre pour pouvoir retourner voir sa famille dans le Wyoming et enfin voir sa fille, qui aura 3 ans en décembre. Dans l’armée, Hartsock débuta comme caporal dans Brothers in Arms: Road to Hill 30. Il fut promu au grade de sergent à la fin du jeu, devenant ainsi le leader de la 2e escouade. Matt n’est pas le chef de Red dans Hell’s Highway, Red a sa propre escouade qui combat avec celle de Matt. Hartsock est paralysé à la fin de Hell’s Highway à la suite d'un tir de mortier sur un café dans lequel il était présent avec Baker et Friar. C’est par le même tir que Friar meurt. L’immeuble s’est effondré et a endommagé sa colonne vertébrale donc «Il ne peut pas marcher mais il peut parler» - Sergent-Chef Baker.

### Personnages secondaires
- Caporal Sam Corrion : un autre personnage familier, Corrion est le chef de l’équipe d’assaut de l’escouade ainsi que le bras droit de Baker. Né à Augusta, Géorgie et cumulant 26 ans, le caporal Corrion était responsable d’un moulin de textile avant la guerre et vivait bien, mais a toujours voulu d’une grande aventure après être resté dans la petite ville de Géorgie toute sa vie. Corrion était caporal avec Baker et Hartsock avant le saut en Normandie et est encore un caporal aux Pays-Bas, à sa grande consternation. Il croit fermement qu’il peut être plus performant que Baker et Hartsock sur le champ de bataille si seulement on lui en donnait la chance. Il utilise une mitraillette Thompson M1A1. Il est atteint d’une balle dans «Hell’s Highway» mais survit à sa blessure.
- Soldat de Première Classe Gary «Jazz» Jasper : il est un soldat de remplacement armé d’un bazooka M9A1. Il a appelé son arme Stella, le nom de son amoureuse. Jasper est aussi membre de l’équipe des mitrailleurs de Baker, donc il porte aussi un Browning M1919 de calibre 30.06 Jasper est un soldat avec une belle personnalité et un sens de l’humour. Il est aussi un bon soldat et peut rire dans les pires conditions. Jasper est une personne très enjouée qui raconte des blagues et aime rire. Il est bien connu et aimé de tous. Il est la seule personne de l’équipe à ne pas être caporal.
- Soldat de première classe Timothy Connor : l’assistant de Jasper à la mitrailleuse et au bazooka. Il est un homme plutôt calme mais partage le sens de l’humour de Jasper et est toujours ravi de bien accomplir son travail. Si jamais Jasper ne trouve pas la blague appropriée à telle ou telle situation, Timothy le fait à sa place. Il transporte 2 ceintures de munitions pour la mitrailleuse et un sac à dos contenant des munitions pour le bazooka à chaque fois qu’il doit utiliser ces deux armes. Il utilise principalement une carabine M1A1. Connor a aussi une boîte de cigarettes attachée à la bande élastique de son casque.
- T/5 Nathan Holden : l’officier de transmission dans le peloton de Baker, un boulot s’appliquant parfaitement à lui. Il est constamment concerné par l’efficacité des tactiques et des communications et n’hésite pas à questionner les ordres et les méthodes de l’escouade. Le reste de l’équipe ne le prend pas au sérieux cependant car sa logique s’applique rarement quand les choses vont vraiment mal. Il utilise une carabine M1 Garand. Nathan est né à San Diego en Californie et a maintenant 23 ans.
- Soldat de première classe Mike Dawson : un soldat transféré qui servit dans le 502e PIR Pathfinders en Normandie. Il est un personnage mystérieux. Il ne porte pas de casque, prétextant que cela nuit à sa précision et parle avec un accent britannique. Il est intéressé par les histoires de Baker et de Hartsock, c’est pourquoi il est isolé du reste de l’équipe, car les autres ne voudraient pas revivre ces événements. Cependant, les autres le respectent comme leur égal. Il est un membre de l’équipe d’assaut de Baker. Il utilise une carabine M1. Au début, Dawson commence sa relation avec Baker d’une manière amicale mais passé vite «de l’autre côté» après avoir attaqué un soldat anglais portant le manteau de Franky LaRoche. Dans la dernière cinématique, il remarque Baker qui est en train de se parler tout seul, mais il l’ignore tout simplement. Il a 23 ans et vient de Gainsborough, Angleterre.
- Caporal Franklin Paddock : leader de l’équipe d’assaut de Red, introduit pour la première fois dans Brothers In Arms: Earned in Blood. Paddock est un excellent soldat tout en ayant une personnalité comique, parfois irritante. Paddock à la réputation d’être un peu comme Red, et en est fier. Il utilise un pistolet mitrailleur M3A1 Grease gun. Franklin est un chef compétent et courageux (même s'il peut être un peu déconcentrant en combat) pour son escouade même s'il est un peu arrogant, imprudent et a toujours été impoli. Il lâche toujours un commentaire amusant à n’importe qui, en essayant de lui parler de ses défauts. Il appelle souvent Corrion «Sammy-Boy». Paddock sauva la vie de Baker dans Hell’s Highway en poussant un Allemand du haut du clocher d’une église de Eindhoven (ironiquement le même Allemand ayant tué le Lieutenant-Colonel Cole). Il est présent dans le niveau «Written In Stone» (Écrit dans la pierre) où il agit dans l’équipe de Baker. Il aide Baker à trouver le tireur d’élite allemand ayant tué le Lieutenant-Colonel Cole. Après que Hartsock s'est blessé, Paddock est promu et occupe la place de chef de la 2e escouade.
- Caporal Jacob Campbell : le leader de l’équipe de feu de Red, introduit dans Brothers in Arms: Earned in Blood. Campbell est affolé par la mort de Marsh dans l’embuscade de la 2e escouade, l’amenant à se demander comment Paddock avait pu savoir que ça allait arriver. Jacob est un soldat dévoué qui veut se prouver à lui-même qu’il n’est pas un petit soldat. Il utilise un M1 Garand. Cambell est blessé dans l’explosion ayant blessé Baker et Hartsock ainsi qu’ayant tué Friar. Il survit mais est blessé au cou, ce qui l’empêche de parler du reste du jeu. S'il reparlera un jour n’est pas encore déterminé.
- Soldat de 1re classe James Marsh : un membre de l’équipe de feu de Red introduit dans Brothers in Arms: Earned in Blood. Marsh est un vétéran ayant participé à la campagne Africaine et est un soldat plus que compétent avec une belle personnalité. Il fut tué dans la mission «Baptism by Fire» (Baptême par le feu) par un tireur d'élite. Quelque temps auparavant, Paddock avait prévu la mort d’un membre de l’équipe. Il portait une carabine M1 Garand, mais dans les versions PlayStation 2 des anciennes versions du jeu, il portait une mitraillette Thompson.
- Soldat de première classe Dean «Friar» Winchell : un membre de l’équipe d’assaut de Red, introduit dans Brothers In Arms: Earned In Blood, Friar était l’homme qui a mis le bandage sur le doigt torturé de Hartsock après que le doigt en question a été atteint d’une balle en entrant dans la ville de Baupte, en Normandie. Il utilisait une carabine M1 Garand. Il fut tué dans la mission «Black Friday» (Vendredi Noir). Sa mort fut aussi prédite par Paddock.
- Soldat Franky «Beans» LaRoche : LaRoche est un jeune soldat faisant partie de l’escouade de Baker qui mentit à propos de son âge pour rejoindre l’armée. Jeune, et rempli d’idéaux héroïques. Il est toujours impatient de plonger dans l’action et trop disposé à mettre sa vie en jeu. Il est le petit nouveau de l’équipe d’assaut et le plus jeune de la 3e escouade. Pendant la libération de Eindhoven, Frank rencontre une jeune fille hollandaise et avoue qu’il n’a jamais eu d’amoureuse, amour qu'il prouvera en risquant sa sécurité et celle de son équipe pour aller la secourir durant la mission «Baptism Of Fire». Il est tué dans la mission «The Rabbit Hole» après avoir été atteint plusieurs fois au torse.
- Caporal Thomas «Zano» Zanovich : un vieux camarade de Brothers in Arms: Road to Hill 30, Zanovich est maintenant le chef de l’équipe de feu de Baker. Le «vieil homme» et un autre vétéran de l’équipe servirent dans la Légion Étrangère Française durant de nombreuses années et se sont battus à Dunkerque en 1940, avec les Britanniques, avant de s’enrôler dans l’armée américaine. Il est plus que capable d’effectuer son travail et est un excellent leader quand la situation l’exige. Même en ayant vécu autant de combats, Tom reste d’une nature saine et a un bon sens de l’humour. Même quand la situation n’est pas vraiment appropriée, il est le genre a rire un peu sur un ton normal sans avoir à forcer pour le faire. Tom est un soldat cynique et est le premier à demander «pourquoi» à propos de n’importe quelle action entreprise par l’équipe et questionne souvent le savoir des officiers qui dirigent les actions de l’escouade. Zano n’aime pas non plus la colonne de Jeep dans laquelle les parachutistes roulent. Il utilise un Browning Automatique M1918, une M1 Garand et est l’homme de confiance de Baker pour utiliser le Browning BAR M1918
- Soldat de Première Classe Jack Courtland : un autre personnage familier de Brothers in Arms: Road to Hill 30, Courtland est un membre de l’équipe d’assaut de Baker et est un membre de l’équipe bazooka et mitrailleurs. Il utilise une mitraillette Thompson M1A1. Jack s’est joint aux parachutistes en rêvant de gloire et de séduire les filles avec ses histoires. Son impatience d’être un héros s’est rapidement résorbée après s’être perdu des jours en Normandie. Maintenant, Courtland veut juste retourner chez lui et se battre pour l’homme à côté de lui est la meilleure manière de faire.
- Lieutenant-Colonel Robert Cole : un des seuls vrais soldats du jeu, Robert Cole était le commandant du 3e Bataillon, 502e PIR de la 101e Division Aéroportée. Il était un homme plus grand que nature qui menait par l’exemple. Il n’envoyait jamais un homme faire ce qu’il n’aurait pas fait lui-même. Il mena ses hommes quand ils sautèrent en Normandie le Jour J et durant l’opération Market Garden. Le 18 septembre (J+1), un pilote ordonna à Cole de placer des fusées éclairantes fumigènes orange en avant de la position de son unité pour que les pilotes puissent savoir où étaient leurs alliés. Cole plaça la fusée lui-même plutôt que d'envoyer un de ses hommes. Il fut tué par un tir de tireur d'élite Allemand pendant qu’il s’assurait que ses soldats étaient à une distance sécuritaire des bombardements aériens alliés. Quelques semaines plus tard, Cole reçut, à titre posthume, la Médaille d’Honneur du Congrès pour un assaut qu’il dirigea en dehors de Carentan le 11 juin 1944 pendant l’invasion de Normandie. Il est aujourd’hui enterré aux Pays-Bas. Son arme était une mitraillette M1A1 Thompson[1].
- 1er sergent «Top» Greg «Mac» Hassay : il survit bien sûr à la blessure qui lui a été infligée pendant les évènements de Brothers In Arms: Earned In Blood. Dans le premier jeu, il était le sergent du peloton de Baker et était un ami proche du Colonel Joe Baker (le père de Matt) et de sa famille pour de nombreuses années. Hassay est une figure paternelle pour Baker et ses hommes. Dans Hell’s Highway, il est devenu 1er sergent de ce qui est probablement la vieille équipe de Baker. Il utilise une mitraillette Thompson M1A1.
- Soldat de première classe Dale «Kid» McCreary : un autre personnage originaire de Brothers in Arms: Road to Hill 30, McCreary est un membre de l’équipe de feu de Baker. Il est probablement le personnage que Baker rattrape pendant qu’il tombe durant le vidéo promotionnel (il ne meurt pas dans le jeu). Il utilise une carabine M1 Garand. Dale a un petit paquet sur son casque probablement pour le distinguer des autres soldats.
- Commandant de char Henry Redwood : Redwood est le personnage du joueur pendant la première mission de char à Eindhoven. Il fait peut-être partie des «Irish Guards» si l’on se fie à son accent et au fait qu’il appartient a une unité avancée du XXXe Corps. Il se présente à Baker en disant : «Mon nom est Redwood, on est ici pour vous aider à passer au travers de cette merde».
- Soldat de Première Classe James «Jimmy» Roselli : Roselli est le remplaçant dans l’équipe d’assaut de Hartsock. Il apparaît dans presque toutes les vidéos et l'on voit qu’il parle rarement et agit seulement quand c’en est le moment. James remplace Marsh qui a été transféré dans l’équipe de feu après la Normandie. Jimmy a été vu pour la première fois se battant avec Paddock avec Hartsock retenant Roselli. Il a aussi une boîte de cigarette à l’arrière de son casque. Il utilise un browning automatique M1918.
- Colonel Robert Sink : commandant du 506e régiment d’infanterie parachutiste aussi connu sous le nom de «Five-Oh-Sink» qui est un rôle gravé dans l’histoire. Sa voix est celle du Capitaine Dale Dye qui a aussi doublé Sink dans la mini-série Frères d'armes.

## Système de jeu
Le jeu contient de nouvelles fonctionnalités, incluant une sélection de nouvelles unités spécialisées (bazooka et mitrailleurs lourds). Quand un ordre est donné, le personnage utilise des signaux de la main pour contrôler son équipe, de la même façon que les opus antérieurs. Le joueur a la possibilité de se mettre à couvert à l’arrière d’objets sur le champ de bataille et de tirer d’une vue à la 3e personne, ce qui fait partie intégrante de la stratégie du jeu. Un nouveau système de «santé» remplace le système des précédents jeux de la série, qui attribuait un niveau de vie pour chaque mission et donc, rendait le jeu plus difficile. Avec le nouveau système, l’écran devient rouge lorsque le joueur est exposé aux tirs ennemis et revient peu à peu à la normale lorsque le personnage se met à couvert. Si le joueur ne se met pas à couvert à temps, Baker sera touché et tué. Le système 'Situational Awareness' original des 2 premiers jeux a été remplacé par une carte tactique incluant des faits historiquement précis rendus accessibles par des rapports de reconnaissance effectués par le joueur dans chaque mission.
L’intelligence artificielle du jeu a été drastiquement améliorée et l’équipe du joueur réagira au fait d’être repéré ou non en chuchotant. L’IA ennemie a aussi été améliorée en permettant aux Allemands de contrer les actions entreprises par le joueur. Le jeu est basé sur le «Unreal Engine 3» et la version Windows peut tirer profit des caractéristiques de DirectX 10, qui permet une expérience graphique améliorée pour un jeu plus réel. L’usage des armes est «beaucoup plus efficace» selon l'éditeur du jeu 
Une autre des nouvelles fonctions du jeu est la caméra d’action. Quand un joueur réussi un tir en pleine tête, un tir de grenade réussi ou des tirs de bazooka particulièrement explosifs, la caméra va de temps à autre zoomer sur l’action et la passer en ralenti. La vision au ralenti d’une explosion de grenade réussie produit une quantité raisonnable de violence, ce qui est une des raisons principales du classement «Mature» du jeu. Pour aider à contrôler la violence créée par ce système, les développeurs du jeu ont inclus l’option de désactiver la violence excessive. En plus de cela, le joueur peut désactiver d’autres éléments violents comme le sang et le langage vulgaire, tout cela à partir d’un menu disponible en jeu.

### Missions
Perdus, nord-est d'Eindhoven, Pays-Bas, 20 septembre 1944, 00H30 : à l'extérieur d'un hôpital, une jeune hollandaise est abattue par des Allemands. À l'intérieur, Baker retrouve Hartsock avec qui ils voient mourir un des hommes de Baker. Puis, alors que les deux hommes tentent de quitter le bâtiment, Baker est mis à terre par un bombardement. Trois Allemands arrivent au-dessus de lui. Des coups de feu éclatent.
Prologue 1re partie, base aérienne de Ramsbury, Royaume-Uni, 16 septembre : peu après la prise de Saint-Sauveur, en France, le 21 juin, la 101e division aéroportée américaine a été ramenée au Royaume-Uni en attendant une nouvelle opération nécessitant l'utilisation de troupes aéroportées. Baker et Hartsock sont devenus sergent-chef et leurs sections ont été affectées à une unité de reconnaissance. Et ce 16 septembre, Baker et ses hommes se préparent car demain, ils participeront à la plus grande opération aéroportée de tous les temps : l'opération Market Garden. Cette opération ambitieuse consiste en une combinaison d'attaques aéroportées et d'offensives terrestres qui permettront de contrôler les Pays-Bas et surtout ses ponts sur le Rhin. Ainsi, une grande offensive pourra être lancée contre l'Allemagne et la guerre sera fini avant Noël.
Prologue 2e partie, zone d'atterrissage ouest, nord de Son, Pays-Bas, 17 septembre, 12H00 : l'opération Market Garden a été déclenchée et, comme des milliers d'autres soldats, les hommes de la 3e section arrivent aux Pays-Bas. Pour eux, c'est en planeurs.
Operation Market, 13H00 : Baker avec sous son commandement les soldats Jasper (nouveau) et Connor (nouveau) sécurisent la zone d'atterrissage. Durant leur mission, ils rencontrent Nikolaas, le chef de la résistance hollandaise dans la région.
Five-Oh-Sink, nord de Son, 15H00 : Baker et ses hommes plus le caporal chef Sam Corrion (ancien) et les soldats Courtland (ancien), Dawson (nouveau) et Franky (nouveau) prennent Son. Durant leur mission, Baker a une hallucination et croit voir le soldat-radio Kevin Legett. Ce dernier était dans la section de Baker et était responsable de la mort de deux autres soldats de la section survenus le 9 juin près de Saint-Côme-Du-Mont, Allen et Garnett. Baker lui avait demandé de garder le secret sur ce tragique événement mais ce secret était trop lourd et finalement, Legett s'est volontairement exposé aux tirs d'un char le 13 juin près de la colline 30 et a été pulvérise par un de ces obus. Depuis, Baker est tourmenté par cet événement. À partir de ce moment-là, il aura des hallucinations sur Legett dans presque toutes ses missions.
Kevin, Carentan, France, 12 juin : après la prise de la ville, Dawson, alors dans une autre unité que celle de Baker, rencontre Legett qui, accablé, décide de tout dire à Dawson sur Allen et Garnett.
La première mauvaise nouvelle, environs de Best, Pays-Bas, 18 septembre, 11H00 : le lieutenant-colonel Robert Cole, avec qui Baker, Hartsock et leurs hommes avaient combattu en Normandie, a été abattu par un sniper alors qu'il relevait à découvert des panneaux de signalisation pour que ses hommes ne soient pas touchés par les avions alliés. Et Baker est bien décidé à venger la mort de ce grand soldat doublé d'un grand héros.
Gravé dans le marbre, environs d'Eindhoven, 13H00 : Baker avec sous son commandement le caporal Paddock (ancien) de la 2e section tuent le sniper. Puis Baker avec sous son commandement Corrion, Courland, Jasper, Connor, Dawson et Franky entrent dans Eindhoven. Puis, Nikolaas leur révèle que son fils Pieter est dans la ville avec un pistolet dont il a l'intention de se servir. Ce qui risque d'énerver les Allemands.
Operation Garden, zone industrielle d'Eindhoven, 18H30 : Baker avec sous son commandement le caporal Zanovich (ancien), Corrion et les soldats McCreary (ancien), Holden (nouveau), Dawson et Franky prennent la zone industrielle de la ville. Puis, avec l'aide de chars britanniques, retrouve Pieter massacrant les Allemands.
Retrouvailles, centre d'Eindhoven, 19 septembre : Eindhoven est libre et ses habitants le fêtent. Parachutistes américains et chars britanniques défilent triomphalement dans la ville. Pieter retrouve son père tandis que Franky tombe éperdument amoureux d'une jeune hollandaise.
Pour Matthew, environs d'Eindhoven, 23H00 : depuis qu'il est dans la section, Dawson ne cesse de poser des questions sur le pistolet de Baker. En 1931, le père de Baker lui a offert un Colt 45 avec écrit dessus : Pour Matthew, Brothers in Arms (Pour Matthew, frères d'armes). Baker avait dû refuser le cadeau qui s'était retrouvé dans les mains de son meilleur ami le sergent Georges Risner, mort le 7 juin près de Saint-Côme-Du-Mont, puis dans celles de Allen et Garnett puis dans celles de Legett, mort le 13 juin près de la colline 30 et enfin dans celles de Baker. D'où le fait que Dawson l'appelle le pistolet-maudit. Mais ce que veut Dawson, c'est que Baker parle à ses hommes de la mort de Allen et Garnett. Mais alors que Dawson va amener Baker sur ce sujet, la conversation est coupée court par le bombardement d'Eindhoven. La ville est attaquée. Il faut aller la défendre.
Baptême du feu : Franky part seul sauver sa hollandaise. Baker avec sous son commandement Corrion, Courland, Jasper, Connor et Dawson retrouvent la 2e section et apprennent que le soldat Marsh (ancien) a été tué dans une embuscade et Nikolaas et Pieter dans le bombardement. Puis, ils retrouvent Franky et sa hollandaise dans une maison en feu. Baker les suit mais est contraint de se jeter dans le fleuve pour échapper aux flammes. Il s'évanouit et est emporté par le courant.
Trous de souris, nord-est d'Eindhoven, 20 septembre, 00H30 : Baker se réveille devant un hôpital et voit la hollandaise de Franky se faire abattre par des Allemands. À l'intérieur, il retrouve Hartsock avec qui ils voient mourir Franky. Puis, alors que les deux hommes tentent de quitter le bâtiment, Baker est mis à terre par un bombardement. Trois Allemands arrivent au-dessus de lui. Des coups de feu éclatent. Baker croit avoir tué trois Allemands mais c'est une hallucination.
Effectifs réduits, environs d'Eindhoven, 20 septembre : Dawson découvre qu'un soldat britannique a volé l'uniforme de Franky. Alors que Dawson s'énerve, Baker le rappelle à l'ordre. La tension monte entre les deux hommes.
Vendredi noir, sud-ouest de Veghel, 22 septembre : Baker avec sous son commandement Zanovich, Courtland, McCreary, Jasper, Connor et Holden et avec l'aide des chars britanniques prennent Veghel. Puis, alors que les hommes de la 3e et de la 2e section sont réunis dans un bar pour parler des hallucinations de Baker, le bar reçoit un obus de char. Baker est faiblement blessé, Harstock gravement et le soldat Friar (ancien) de la 2e section est tué.
L'homme de la situation : Baker doit nommer le nouveau chef de la 2e section et choisit Paddock. Or, Corrion attend cette promotion depuis des mois. Mais Baker le considère comme responsable de la mort de Franky.
Hell's highway, sud-ouest d'Uden, 23 septembre : Corrion est blessé sur une route. Baker avec sous son commandement Zanovich, Courtland, McCreary, Connor, Dawson et Holden défendent la route.
Nos chers disparus, 24 septembre : Dawson oblige Baker à tout raconter à ses hommes à propos d'Allen et Garnett. Baker s'exécute : ce 9 juin, près de Saint-Côme-Du-Mont, Allen, Garnett et Legett patrouillait. Legett arrêta les deux hommes suggérant d'attendre Baker afin de suivre les ordres de "Mac". Allen commença alors à le traiter de lèche bottes. Il s'ensuit d'une dispute, puis d'une bagarre. Garnett tenta d'apaiser les deux hommes ne voulant pas attirer l'attention des allemands. Mais Legett, fou de rage, continua de frapper Allen qui était à terre, et commença même à crier pour ameuter les allemands. Garnett prit alors une balle dans la tête. Allen réagit rapidement en égorgeant un Allemand, mais se prit à son tour une balle dans le ventre. Utilisant ses dernières forces, il parvint à éliminer le dernier soldat ennemi (qui avait un problème avec son arme) en attrapant son fusil. Il succomba ensuite de ses blessures sous le regard impuissant de Legett. Si Legett avait aidé Allen, s'il ne l'avait pas frappé et s'il n'avait pas fait repérer la patrouille, tout cela n'aurait jamais eu lieu. Legett était totalement responsable, et maintenant la 3e section le sait.
Bec et ongles, est de Koevering, 26 septembre : Baker avec sous son commandement Zanovich, Courtland, Jasper, Connor, Dawson et Holden emmènent Paddock et le soldat Roselli (nouveau) de la 2e section à un poste d'observation. Puis, avec l'aide de chars britanniques, ils prennent Koevering.
Ce n'est qu'un au revoir, sud-est d'Uden, 27 septembre : malgré le travail irréprochable des parachutistes américains, le retard du 30e Corps d'Armée britannique a permis aux Allemands de vaincre les parachutistes britanniques à Arnhem. Et cela a suffi à faire louper toute l'opération. À l'antenne médicale, Corrion dit à Baker qu'il le considère comme responsable de sa blessure et déclare qu'il fera tout pour être muté. Puis, Baker apprend que Hartsock est paralysé à vie. Baker décide alors d'abandonner le pistolet-maudit. Les hommes se rassemblent. Ils pensent à cette route de l'enfer (hell's highway) qu'ils ont parcourue. Ils pensent à toutes les horreurs qu'ils ont vues et faites. Ils pensent à tous ces hommes qu'ils ont vus tués et se faire tuer : Marsh, Franky, Friar. Et ils pensent que, tous autant qu'ils sont, Roselli, Paddock, Holden, Dawson, Connor, Jasper, McCreary, Courtland, Zanovich, Corrion, Harstock et Baker, ils seront pour toujours des frères d'armes (brothers in arms).

## Développement
Le 15 septembre 2008, Ubisoft et Gearbox Software annoncèrent que les versions Xbox 360 et PlayStation 3 du jeu devenaient des jeux «or». La version Windows devint «or» deux jours plus tard. Des démos jouables du jeu sont maintenant disponibles sur le PlayStation Network et sur le Xbox Live Marketplace.
Gearbox annonça officiellement qu'une version, spéciale et en série limitée, du jeu allait inclure une figurine de Matt Baker de 6 pouces avec 13 accessoires, une plaquette contenant la figurine et les accessoires, une BD de la première édition de 32 pages de Brothers in Arms, une carte couleur de toute l'opération Market Garden, une boîte de jeu spéciale et deux personnages jouables en ligne de plus.

## Novélisation
Brothers In Arms: Hell's Highway fut aussi publié en tant que livre pour le jeu vidéo par le directeur historique du jeu, le Colonel John Antal, qui servit dans l'armée américaine durant 30 ans avant de prendre sa retraite.